# Murray and Roberts Holdings
Murray and Roberts ist ein südafrikanischer Mischkonzern mit Tätigkeiten in den Bereichen „Energie und Wasser“, „Öl und Gas“ und „Untertagebau“. Das Unternehmen wurde 1902 gegründet und betätigte sich anfangs im einfachen Baugeschäft. In den Folgejahren konzentrierte man sich zusehends auf EPC-Aufträge für die Industrie. Seit 1951 wird Murray and Roberts an der Johannesburger Börse notiert, größter Einzelaktionär ist die deutsche Beteiligungsgesellschaft Aton mit einem Anteil von 43,8 %. In den 2000er Jahren wuchs das Unternehmen stark auf internationaler Ebene. Großprojekte mit Beteiligung von Murray and Roberts waren oder sind die Errichtung des Kapstadt-Stadions, der Bau des Medupi-Kohlekraftwerks oder die Einrichtung des Gautrain-Schienennetzes.